# JAZZシリーズ
JAZZシリーズ（ジャズシリーズ）とは、
洋画家の立川広己により創作された、JAZZをモチーフとした絵画作品群の総称である。

## 概要
花の作家として知られる洋画家の立川広己であるが、
モチーフは花にとどまらず作品の創作範囲（創作作品のジャンル）は広い。
その創作作品の中で、一連の、ジャズの流れる風景を絵画作品とした作品群を「JAZZシリーズ（ジャズシリーズ）」という。

## 立川広己作品群『JAZZシリーズ』作品
立川広己作品群「JAZZシリーズ（ジャズシリーズ）」は、雑誌「一枚の繪」などをはじめとする美術専門誌上の他、美術芸術業界等で紹介され続ける言葉で、彼が創作する一作品群を表す用語の位置付けである。
立川広己のジャズの流れる風景を描いた作品群を示す。
なお、彼の抽象画は創作範囲が広く、作品「時の停止」や「古代譜」がごとく、明らかにこのグループ「JAZZシリーズ（ジャズシリーズ）」に属さない抽象画作品も存在する。
　「JAZZシリーズ（ジャズシリーズ）」に属する作品は、
主に全国のデパートや画廊で開催される個展、
及び全国各地から出展招待され続ける絵画展（「立川広己画伯個展」と総称）に出展される。
従って、「JAZZシリーズ（ジャズシリーズ）」と、「立川広己画伯個展」とは縁が深い。
　「立川広己画伯個展・出展 令和2年 (2020年)|立川広己画伯個展」開催への美術芸術界における芸術性評価、人気、関心度から、
時折行われる開催中個展の模様のテレビ放映においては本作品群が紹介されることが多い。
また、美術専門誌記事内における、立川広己画伯個展・出展 令和2年 (2020年)|立川広己画伯個展開催が紹介される際にも、本作品群の作品が写真付きで誌面に掲載されたり、批評講評の対象とされることが多い。

## 所属作品

### JAZZシリーズ 作品
- 「JAZZシリーズ（ジャズシリーズ）」に属する作品
  - 立川広己作品群「JAZZシリーズ（ジャズシリーズ）」に属する絵画として、以下のような代表的作品が存在する。
    - 「ジャズ」「JAZZ」[20]「ジャズが流れて」[21]
「ジャズの中で」[22]「ジャズの流れ」
「ジャズの流れる卓上」[23]「ジャズの流れる街」「ジャズを聴いて」
などの作品。

### 融合的作品
- 融合的作品
  - 「人物画」と「JAZZシリーズ（ジャズシリーズ）」との融合作品と評価されるものとして、以下の代表的作品が挙げられる。
    - 「JAZZの中の裸婦」
などの作品。

  - また、「華麗なる花々シリーズ（花シリーズ）」と半抽象画「JAZZシリーズ」との融合作品と評価されるものして、以下の代表的作品が挙げられる。
    - 「ひまわりのメロディー」[24]「メロディーの中の花々」[25]
「メロディー ひまわり」
などがある。

  - さらに、「薔薇図」と「JAZZシリーズ」との融合的作品には、以下のような代表的作品。
    - 「ジャズと赤バラ」
美術専門誌、月刊 一枚の繪 2019年（令和元年）6・7月号、132頁にて掲載紹介された「ジャズと赤バラ」のような作品も発表されている。[26][27][28][29]

## JAZZシリーズ所属作品と出展個展絵画展等
- JAZZシリーズ所属作品と出展先
  - 『JAZZシリーズ』代表的作品と、出展先立川広己画伯個展。
    - 「JAZZ」
      - 2007年（平成19年）5月25日（金）～5月28日（月）。富山県黒部市 黒部市民会館にて、
「第45回 黒部大絵画展」。立川広己 ―華麗なる花々―[30]
      - 2011年（平成23年）4月20日（水）～4月26日（火）、 山形県酒田市、
株式会社中合・清水屋 4F 美術画廊 にて個展開催。
「― 華麗なる花と風景を描く ― 第3回 立川広己 油彩展」。本作品F3号 出展。[31]
      - 2011年（平成23年）11月4日（金）～11月10日（木）、宮城県仙台市青葉区、
藤崎 6F 美術工芸サロン にて個展開催。
「― 華麗なる花・風景を描く ― 立川広己 油彩展 （仙台藤崎）」。本作品F3号 出展。[32]
      - 2011年（平成23年）11月16日（水）～11月22日（火）、大阪府大阪市北区、
阪神百貨店梅田本店、9階美術画廊にて、個展開催。
「― 華麗なる花・風景を描く ― 立川広己 油彩展 （阪神梅田本店）」。本作品油彩4号 を出展。[33]
      - 2014年制作、油彩4号。
大胆なフォルムとコラージュを施したオシャレな雰囲気が印象的な、JAZZシリーズの作品。[1]
      - 2014年制作、油彩3号。[34]
      - 油彩SM、絵寸 227×158。[35]

    - 「ジャズの流れる卓上」
      - 2019年（令和元年）12月4日（水）～12月10日（火）、東京都千代田区、
丸善・丸の内本店 4FギャラリーA にて、入場無料。開催、個展。
「立川広己 油絵展 exhibition HIROMI TACHIKAWA 」。[23]

    - 「ジャズの流れる街」
      - 2008年（平成20年）7月9日（水）～7月15日（火）。ジェイアール名古屋タカシマヤ 10階 催会場にて。
2008年・第7回 一枚の繪 夏のアートマーケット。本作品F8号 出展。[36]

    - 「ジャズを聴いて」
      - カンヴァスに油彩 油絵F6号作品
- 融合的代表的作品
  - 『JAZZシリーズ』と『人物画』との融合的代表的作品と、出展先立川広己画伯個展。
    - 「JAZZの中の裸婦」
      - 2015年（平成27年）3月2日（月）～3月14日（土）
東京・銀座の画廊、ギャラリー一枚の繪 にて開催、個展、『― 時を歩く ― 立川広己展』
本作品は、画集「立川広己新作集―時を歩く―」一枚の繪 2015年(平成27年)3月発行、にも掲載された。[37][38][39][40]

  - 『JAZZシリーズ』と『薔薇図』との融合的代表的作品と、出展先立川広己画伯個展。
    - 「ジャズと赤バラ」
      - 美術専門誌、月刊「一枚の繪」2019年（令和元年）6・7月号、132頁にて本作品特集掲載。[26][27][28][29]

    - 「花」

  - 半抽象画『JAZZシリーズ』と『華麗なる花々シリーズ（花シリーズ）』との融合的代表的作品と、出展先立川広己画伯個展。
    - ひまわりのメロディー
      - 2009年（平成21年）6月12日（金）～6月14日（日）新潟県、
妙高市文化ホール 1階コミュニティ広場にて。
「文栄堂主催 第5回 一枚の繪 妙高絵画展」。本作品F10号 を出展。[41]

    - メロディーの中の花々
      - 2007年（平成19年）10月24日（水）～10月30日（火） 愛媛県松山市、
いよてつ高島屋 6階 美術画廊にて。― 華麗なる花々と日本風景を描く ― 「立川広己 洋画展」。[42]

    - メロディー ひまわり
      - 2009年（平成21年）7月7日（火）～7月14日（火）愛知県名古屋市、
ジェイアール名古屋タカシマヤ10階催会場にて、
「2009年・第8回 一枚の繪 夏のアートマーケット」。本作品F4号 を出展。
尚、本絵画展に立川広己同様の招待画家佐藤哲は、
「富士」F8、「奥入瀬」F6、「江ノ島」F3×2 等を出展。[43]